# The Call of the North
The Call of the North er en amerikansk stumfilm fra 1914 af Oscar Apfel og Cecil B. DeMille.

## Medvirkende
- Robert Edeson i en dobbeltrolle som Ned og Graehme Stewart
- Theodore Roberts som Galen Albert
- Winifred Kingston som Virginia
- Horace B. Carpenter som Rand
- Florence Dagmar som Elodie
- Milton Brown som Me-en-gan
- Vera McGarry som Julie
- Jode Mullally som Picard
- Sydney Deane som McTavish
- Fred Montague som Jack Wilson